# Hakoah All-Stars
Hakoah All-Stars was een Amerikaanse voetbalclub uit New York. De club werd opgericht in 1930 door het fuseren van Brooklyn Hakoah en New York Hakoah, in 1933 werd de club opgeheven. De club speelde drie seizoenen in de American Soccer League. Hierin werden geen aansprekende resultaten behaald.